# Droit croate
Le droit croate est le droit de tradition civiliste appliqué en Croatie depuis la dissolution de la Yougoslavie et dont elle est un des successeurs.

## Histoire
L'indépendance de la Croatie fut accordée à la suite du décret constitutionnel de souveraineté et d'indépendance de la République de Croatie publiée le 25 juin 1991.
Le droit croate est influencé par le droit autrichien car la structure institutionnelle est basée sur les institutions autrichiennes. Le droit hongrois et le droit yougoslave ont aussi eu une influence significative.
Lors de la procédure d'adhésion de la Croatie à l'Union européenne, le droit croate fut harmonisé au droit de l'Union européenne par la transposition de l'acquis communautaire.

## Sources du droit

### Constitution
En vertu de l’article 129, la Constitution est la plus haute source et norme de droit croate.

### Droit de l’Union européenne
La Constitution contient un Titre VIII titré « Union européenne ». L'article 143 dispose :

« [...] la République de Croatie, en tant qu'État membre de l'Union européenne, participe à la formation de l'unité européenne de manière à assurer, avec les autres États européens, une paix durable, la liberté, la sécurité et la prospérité, et d'atteindre d'autres objectifs communs conformes aux principes fondamentaux et aux valeurs de l'Union européenne.
[...]La République de Croatie confère aux institutions de l'Union européenne les pouvoirs nécessaires à la jouissance des droits et à l'accomplissement des obligations consécutifs à l'adhésion. »

L'article 145(1) dispose que « l'exercice des droits découlant de l'acquis communautaire de l'Union européenne doit être égal à l'exercice des droits sous la loi croate ». 
Conformément à l’article 141 paragraphe 1, le droit de l’Union européenne prime sur le droit interne.

### Droit international
L'article 141 paragraphe 1 dispose que « les traités internationaux qui ont été conclus et ratifiés conformément à la Constitution, publiés et sont entrés en vigueur font partie intégrante de l'ordre juridique interne de la République de Croatie et ont primauté sur la loi interne ». 

### Législation
L'article 71 de la Constitution dispose que le Parlement exerce le pouvoir législatif. L'article 81 de la Constitution définit ses compétences.

## Organisation juridictionnelle

### Juridictions ordinaires
Ces juridictions sont compétentes pour prendre connaissance dans tous les domaines sauf ceux attribués explicitement à une autre juridiction par la loi.
Les juridictions les plus basses sont les cours municipales. Elles sont compétentes en matière civile et pénale. En matière pénale, ces cours prennent connaissance de toutes les affaires dont la peine va jusqu'à 10 ans de prison.
Les cours de comtés sont les juridictions de deuxième degré dans la plupart des cas. Elles sont les cours de première instance en matière pénale lorsque la peine dépasse les 10 ans de prison ou lorsque la loi le prévoit. Elles sont les cours d'appel des décisions des cours municipales.
La Cour suprême est la plus haute juridiction qui peut annuler, confirmer ou réviser les décisions des juridictions inférieures.
Elle juge aussi de la constitutionnalité des lois.

### Juridictions commerciales
Les tribunaux commerciaux sont hiérarchisés en deux instances.
Les cours de première instance sont compétentes entre deux parties commerciales en matière de banqueroute, de procédure de liquidation, de plainte maritime, de plainte concernant les brevets et la propriété intellectuelles, les violations du droit commercial ou toute autre violation du droit par une entreprise.
Les appels formés contre les cours commerciales de première instance sont interjetés devant la Haute Cour commerciale siégeant à Zagreb.

### Tribunaux de police
Les tribunaux de police sont compétents en matière de délits commis par les personnes physiques et légales. Il y a deux degrés de juridictions : le tribunal de police de première instance, et la Haute Cour de police de Zagreb en tant qu'organe d'appel.

### Juridictions administratives
Le tribunal administratif siège à Zagreb. Ce n’est cependant pas une cour de pleine juridiction et la Cour européenne des droits de l'homme ne reconnait pas ses pouvoirs légaux.

## Sources
- (en) Cet article est partiellement ou en totalité issu de l’article de Wikipédia en anglais intitulé « Law of Croatia » (voir la liste des auteurs).

## Compléments